# Levi Sherwood
Levi Sherwood (Nuova Zelanda, 22 ottobre 1991) è un pilota motociclistico neozelandese.

## Carriera
Soprannominato "Rubber Kid"(ragazzo di gomma).
Dave Sherwood, padre di Levi, era un pilota professionista di Speedway, ed il figlio è cresciuto nell'ambiente. Da adolescente inizia cimentandosi nel motocross, per poi appassionarsi al Freestyle Motocross.
Ha vinto il suo primo Red Bull X-Fighters a Città del Messico nel 2009, all'età di 17 anni. Attualmente gareggia nello stesso tour. Vince la sua seconda competizione nel 2010 a Mosca, e la terza a Londra.
Diventa campione mondiale del X-Fighters nel 2012. Nel 2014 ottiene la sua ultima vittoria a Città del Messico.
Levi ha anche partecipato agli X Games, e nel 2010 ha vinto la medaglia d'argento nel Freestyle, perdendo per un solo punto da Travis Pastrana.